# 1913–1914-es osztrák labdarúgó-bajnokság (első osztály)
Az 1913–1914-es osztrák labdarúgó-bajnokság az osztrák labdarúgó-bajnokság legmagasabb osztályának harmadik alkalommal megrendezett bajnoki éve volt. 
A pontvadászat 10 csapat részvételével zajlott. A bajnokságot a Wiener AF csapata nyerte.  

## A bajnokság végeredménye
| #  | Csapat            | M  | Gy | D | V  | RG | KG | P  |
| -- | ----------------- | -- | -- | - | -- | -- | -- | -- |
| 1  | Wiener AF         | 18 | 12 | 3 | 3  | 54 | 34 | 27 |
| 2  | SK Rapid Wien     | 18 | 11 | 5 | 2  | 51 | 26 | 27 |
| 3  | Wiener AC         | 18 | 8  | 7 | 3  | 51 | 27 | 23 |
| 4  | Wiener SC         | 18 | 9  | 4 | 5  | 40 | 29 | 22 |
| 5  | Wiener Amateur SV | 18 | 7  | 3 | 8  | 34 | 43 | 17 |
| 6  | 1. Simmeringer SC | 18 | 6  | 4 | 8  | 38 | 42 | 16 |
| 7  | SC Rudolfshügel   | 18 | 5  | 6 | 7  | 25 | 36 | 16 |
| 8  | Floridsdorfer AC  | 18 | 4  | 5 | 9  | 32 | 43 | 13 |
| 9  | ASV Hertha        | 18 | 2  | 7 | 9  | 27 | 44 | 11 |
| 10 | First Vienna FC   | 18 | 3  | 2 | 13 | 21 | 49 | 8  |

- A Wiener AF az 1913-14-es szezon bajnoka.
- A First Vienna kiesett az osztrák másodosztályba (2. Klasse).